# 661666 Chenchengpo
661666 Chenchengpo este o planetă minoră (asteroid) din centura de asteroizi. A fost descoperită pe 6 august 2007 la Lulin Observatory⁠(d) de . 
Obiectul prezintă o orbită caracterizată de o semiaxă mare de 2,7794033871785 UAi, o excentricitate de 0,16124943712222, o înclinație de 20,943348789469 ° în raport cu ecliptica.